# Horadion gressitti
Horadion gressitti is een keversoort uit de familie Cybocephalidae. De wetenschappelijke naam van de soort is voor het eerst geldig gepubliceerd in 1971 door Endrödy-Younga.